# Брушка
Брушка (хорв. Bruška) — населений пункт у Хорватії, у Задарській жупанії у складі міста Бенковаць.

## Населення
Населення за даними перепису 2011 року становило 113 осіб.
Динаміка чисельності населення поселення:

## Клімат
Середня річна температура становить 12,91 °C, середня максимальна – 27,10 °C, а середня мінімальна – -1,02 °C. Середня річна кількість опадів – 931 мм.
| Клімат поселення                              | Клімат поселення | Клімат поселення | Клімат поселення | Клімат поселення | Клімат поселення | Клімат поселення | Клімат поселення | Клімат поселення | Клімат поселення | Клімат поселення | Клімат поселення | Клімат поселення | Клімат поселення |
| Показник                                      | Січ.             | Лют.             | Бер.             | Квіт.            | Трав.            | Черв.            | Лип.             | Серп.            | Вер.             | Жовт.            | Лист.            | Груд.            |                  |
| Середній максимум, °C                         | 9,28             | 9,86             | 12,76            | 16,20            | 21,12            | 24,92            | 27,10            | 26,74            | 22,39            | 17,72            | 12,58            | 9,69             |                  |
| Середня температура, °C                       | 4,12             | 4,70             | 7,62             | 11,04            | 15,98            | 19,76            | 23,00            | 22,64            | 18,32            | 13,63            | 8,48             | 5,58             |                  |
| Середній мінімум, °C                          | −1,02            | −0,43            | 2,46             | 5,89             | 10,82            | 14,62            | 18,93            | 18,57            | 14,22            | 9,53             | 4,40             | 1,50             |                  |
| Норма опадів, мм                              | 76               | 70               | 73               | 80               | 69               | 64               | 39               | 55               | 92               | 102              | 115              | 96               |                  |
| Середньомісячна швидкість вітру, м/с          | 2.59             | 2.74             | 2.90             | 2.80             | 2.47             | 2.25             | 2.24             | 2.14             | 2.33             | 2.46             | 2.89             | 2.88             |                  |
| Середньомісячна сонячна радіація, кДж/м²·день | 5135             | 7843             | 11448            | 16078            | 20049            | 22387            | 24213            | 21134            | 15692            | 10027            | 5499             | 4379             |                  |
| --------------------------------------------- | ---------------- | ---------------- | ---------------- | ---------------- | ---------------- | ---------------- | ---------------- | ---------------- | ---------------- | ---------------- | ---------------- | ---------------- | ---------------- |
| Джерело:                                      |                  |                  |                  |                  |                  |                  |                  |                  |                  |                  |                  |                  |                  |